# 113e escadrille de chasse polonaise
La 113e escadrille de chasse polonaise est une unité de l'armée de l'air polonaise de l'entre-deux-guerres.

## Historique

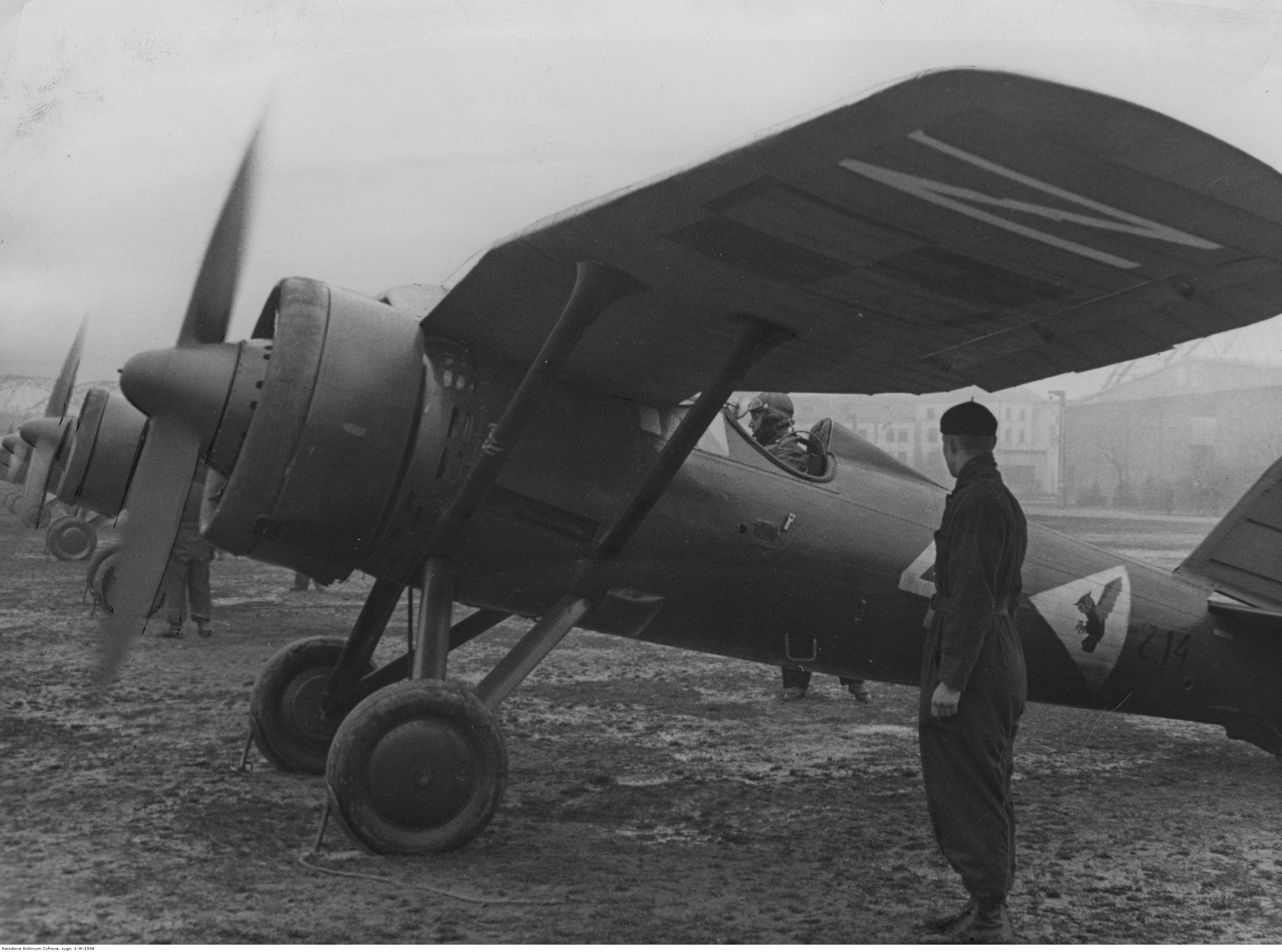
PZL P.11a escadrille

L'escadrille est formée en été 1934 sur la base Okęcie. Pendant la campagne de Pologne, équipée de PZL P.11 elle participe à des combats au sein de la brigade de poursuite à partir du terrain de Poniatów. Durant ces combats elle aura perdu 7 appareils.

## Commandants
- capitaine (kapitan) Władysław Prohazka (juin 1934 – novembre 1934)
- capitaine Eugeniusz Wyrwicki (novembre 1934 – octobre 1936)
- lieutenant (porucznik) Władysław Szcześniewski (octobre 1936 - décembre 1938)
- lieutenant Wieńczysław Barański (décembre 1938– septembre 1939)

## Victoires aériennes
| Date       | Pilote                                                                | Appareil(s) abattu(s) |
| ---------- | --------------------------------------------------------------------- | --------------------- |
| 01/09/1939 | lieutenant Jan Borowski                                               | Bf 109                |
| 01/09/1939 | sous-lieutenant Dudwał                                                | He 111 endommagé      |
| 01/09/1939 | aviateur Mieczysław Adamek                                            | He 111 endommagé      |
| 06/09/1939 | lieutenant Barański, sous-lieutenant Borowski, sous-lieutenant Szmejl | 2 He 111              |
| 06/09/1939 | sous-lieutenant Sawicz, caporal-chef Kaźmierczak                      | Ju 86                 |
| 17/09/1939 | sous-lieutenant Zatorski                                              | 2 I-153 endommagés    |